# Tsalendzjicha (gemeente)
Tsalendzjicha (Georgisch: წალენჯიხის მუნიციპალიტეტი, Tsalendzjichis moenitsipaliteti)) is een gemeente in het noordwesten van Georgië met ruim 20.000 inwoners (2024), gelegen in de regio Samegrelo-Zemo Svaneti. De gelijknamige stad is het bestuurlijk centrum. De gemeente heeft een oppervlakte van 646,7 km² en ligt in het stroomgebied van de rivier Engoeri, op de zuidrand van de Grote Kaukasus waar deze overgaat in het Colchis-laagland. Het gebied ligt in de historische regio Mingrelië, ook wel Samegrelo genoemd.

## Geschiedenis
Na het uiteenvallen van het Koninkrijk Georgië in de 15e eeuw lag het gebied van Tsalendzjicha in het vorstendom Mingrelië (of ook wel Odisji en Samegrelo) en stond het onder de heerschappij van de adellijke Dadiani-familie. Het werd eeuwenlang feitelijk gedomineerd door het Ottomaanse Rijk, maar vanaf de 18e eeuw verloren zij het gezag. Toen het keizerrijk Rusland in 1810 overging tot de annexatie van West-Georgië werd de Russische bestuurlijke indeling langzamerhand ingevoerd die de basis legde voor de hedendaagse indeling.

### In het Russisch Rijk

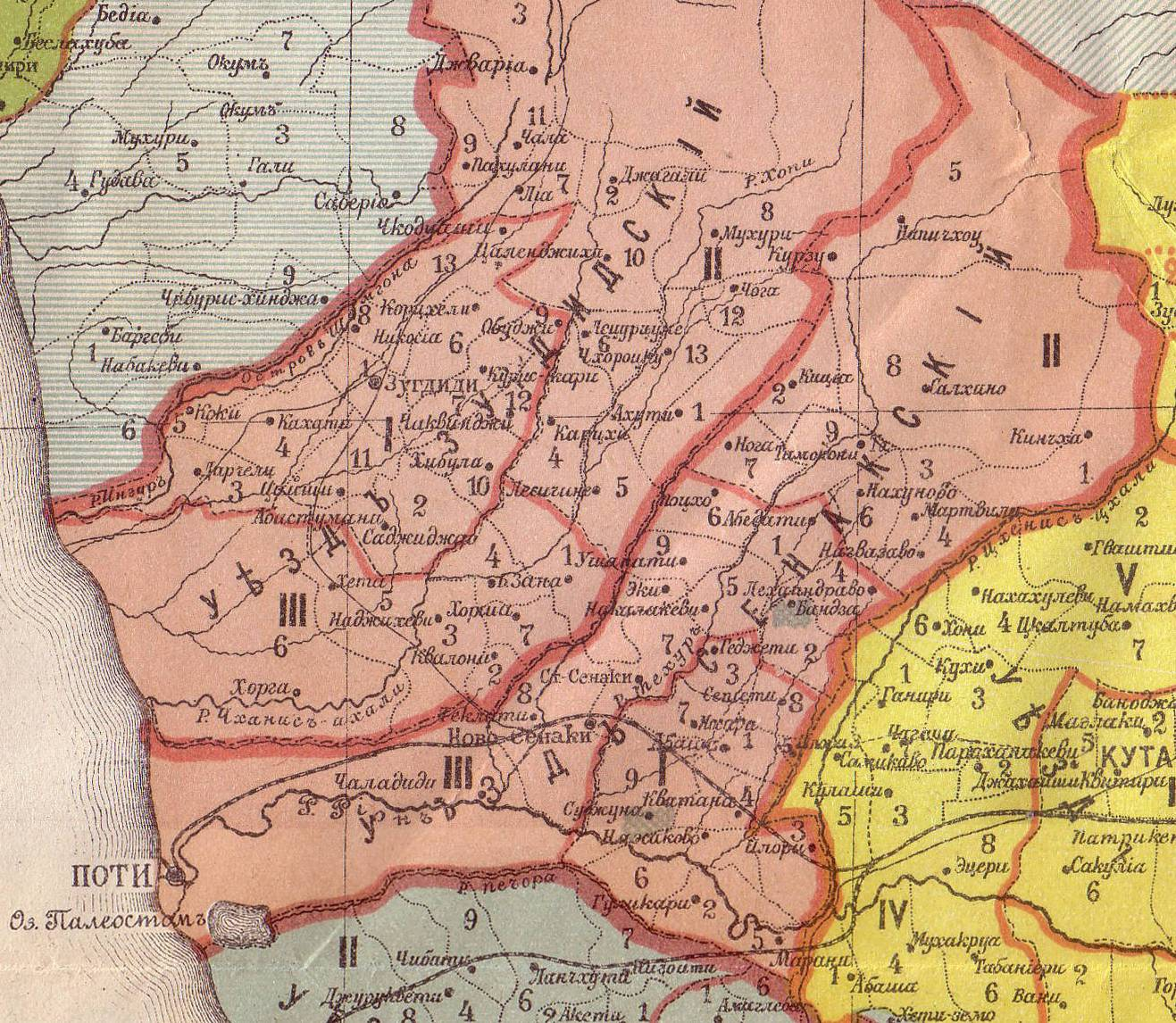
Oejezd Zoegdidi met district Tsalendzjicha (II, middenboven).

In 1867 werd Mingrelië volledig geannexeerd door het Russisch Rijk en werd het opgenomen in het gouvernement Koetais. Daarbinnen werd het oejezd Zoegdidi opgericht. Het oejezd, ook wel mazra genoemd in het Georgisch, omvatte het gebied van de hedendaagse gemeenten Zoegdidi, Tsalendzjicha, Tsjchorotskoe en het grootste deel van Chobi.
Het oejezd was onderverdeeld in drie districten, zogeheten oetsjastoks, waaronder het oetsjastok Tsalendzjicha,, met de plaats Tsalendzjicha als het bestuurlijk centrum. In 1886 had het district Tsalendzjicha in totaal 41.950 inwoners, 40% van alle inwoners van het oejezd Zoegdidi.

### Moderne district
Als gevolg van de bestuurlijke herindelingen van de Sovjet-Unie in 1930 werd het rajon (district) Tsalendzjicha opgericht, dat in oppervlak overeenkomt met de hedendaagse gemeente. In het onafhankelijke Georgië werd het district Tsalendzjicha in 1995 onderdeel van de nieuw opgerichte regio (mchare) Samegrelo-Zemo Svaneti en in 2006 werd het district omgevormd naar een gemeente (municipaliteit), waarbij het dezelfde omvang behield.

## Geografie
De gemeente Tsalendzjicha grenst in het noorden aan de gemeente gemeente Mestia, in het oosten en zuiden aan Tsjchorotskoe en in het zuidwesten aan Zoegdidi. In het westen grenst de Tsalendzjicha geheel aan de formeel autonome maar feitelijk afgescheiden republiek Abchazië, welke grens gesloten is en gehandhaafd wordt door Russische FSB-grenswachten.

### Egrisigebergte
Tsalendzjicha ligt in de zuidelijke rand van de Grote Kaukasus, waar deze bergketen overgaat in het Colchis-laagland. In het noordoosten van Tsalendzjicha ligt het Egrisigebergte, die de grens vormt met de gemeente Tsjchorotskoe. Op deze grens ligt de hoogste berg van dit gebergte, de Tsjitagvala (Georgisch: ჭითაგვალა) met een top 3.226 meter boven zeeniveau.

### Engoeridam
De rivier Engoeri stroomt vanuit de gemeente Mestia het noorden van Tsalendzjicha binnen en verlaat de gemeente in het zuiden als grens met Abchazië. Ten noorden van de stad Dzjvari in de gemeente ligt in de Engoeri-rivier het Dzjvari-stuwmeer. De stuwdam aan de zuidkant van het meer is de tweede hoogste zogeheten boogdam in de wereld, met een hoogte van ruim 271 meter. Deze dam is onderdeel van de Engoeri-waterkrachtketen, waarvan de centrale in het Gali district in Abchazië staat. De waterkrachcentrale, met een vermogen van 1300 megawatt, werd in 1978 operationeel. Volgens een overeenkomst uit 1997 komt 40% van de elektriciteitproductie aan Abchazië toe.

## Demografie
Begin 2024 telde de gemeente Tsalendzjicha 20.834 inwoners, een daling van ruim 20% ten opzichte van de volkstelling van 2014. Het aantal inwoners in de hoofdplaats Tsalendzjicha daalde met bijna 22%.
| Gemeente Tsalendzjicha                                                  | - | -     | - | 28.207 | 29.019 | 37.813 | 39.477 | 38.643 | 40.133 | 26.158 | 23.658 | 20.834 |  |  |
|                                                                         |   |       |   |        |        |        |        |        |        |        |        |        |  |  |
| Tsalendzjicha                                                           | - | 1.432 | - | 2.496  | 6.486  | 2.314  | 2.632  | 9.304  | 8.956  | 3.847  | 3.186  | 3.013  |  |  |
| Dzjvari                                                                 | - | -     | - | -      | -      | 4.458  | 4.837  | 4.970  | 4.794  | 763    | 1.447  | 1.206  |  |  |
| Verantwoording data: Bevolkingsstatistiek Georgië 1897 tot heden. Noot: |   |       |   |        |        |        |        |        |        |        |        |        |  |  |

### Etniciteit en religie

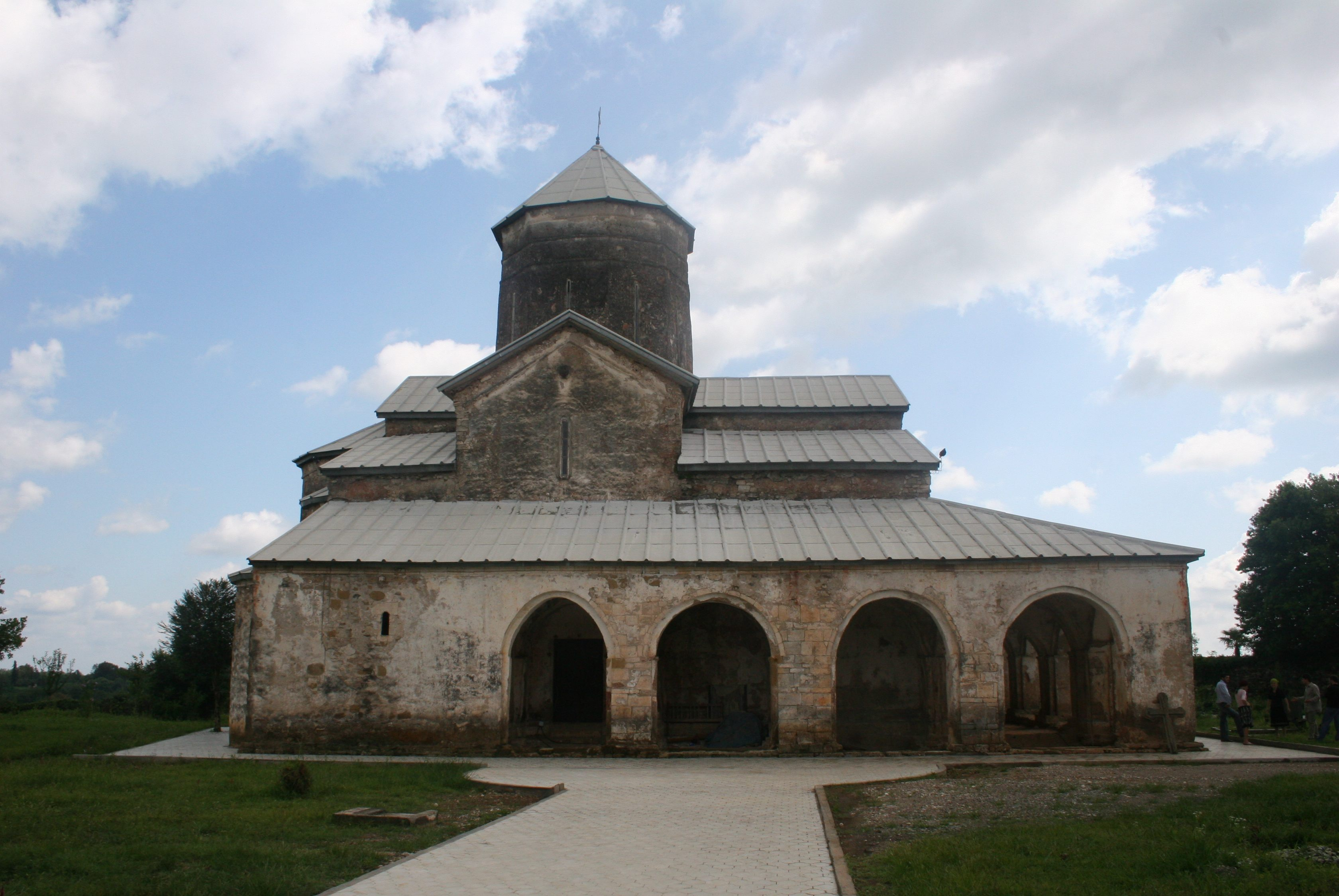
Kathedraal Tsalendzjicha uit 12e eeuw.

De bevolking van Tsalendzjicha was volgens de volkstelling van 2014 vrijwel mono-etnisch Georgisch (99,6%), waarbij de overige 0,4% voornamelijk uit Russen en Oekraïners bestond. Volgens dezelfde volkstelling was 98,4% van de bevolking Georgisch-Orthodox. De enige geloofsminderheid waren jehova's (1,0%).

## Administratieve onderverdeling

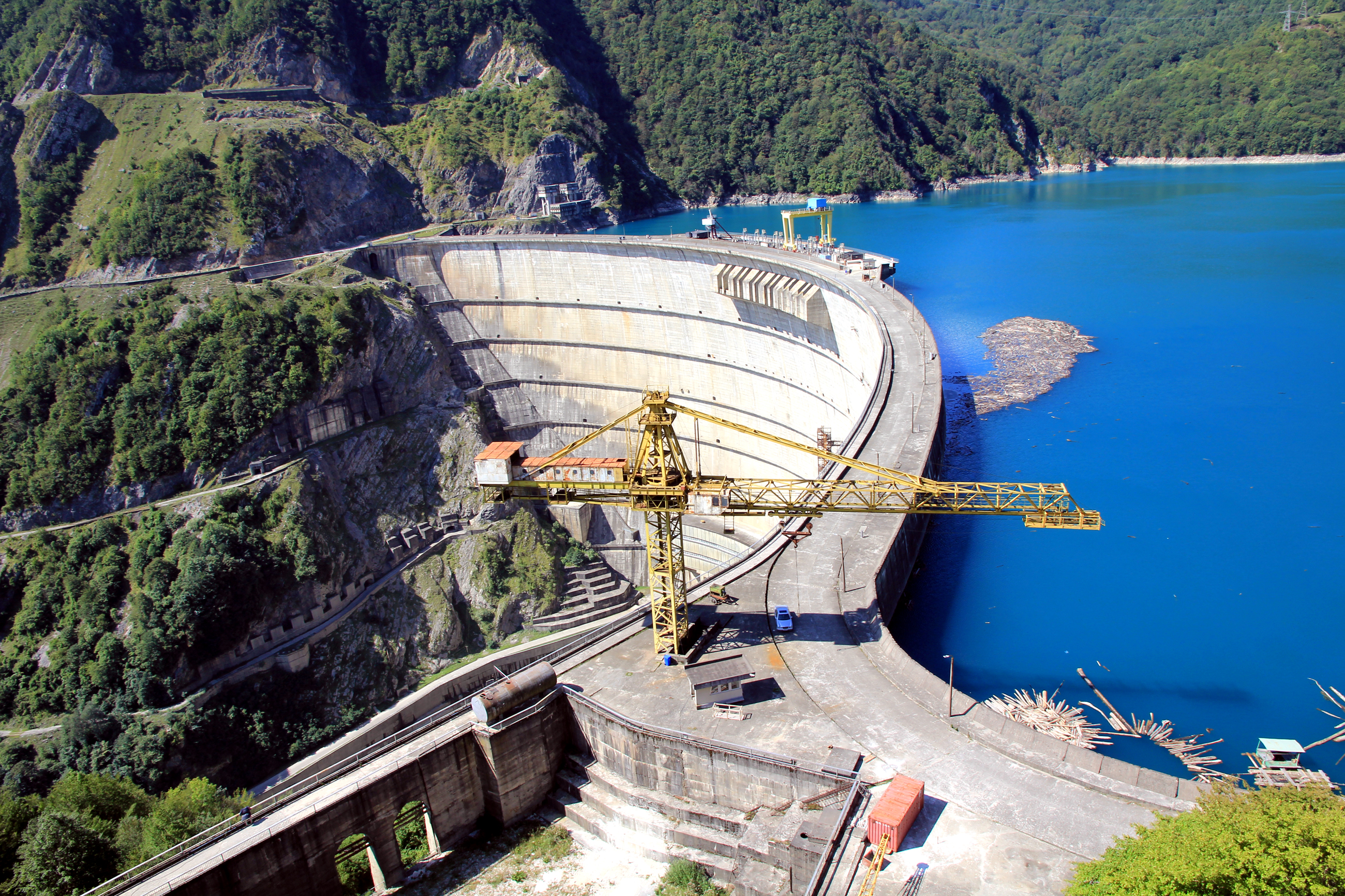
De Engoeri-dam en het Dzjvari-reservoir.

De gemeente Tsalendzjicha is administratief onderverdeeld in 14 gemeenschappen (თემი, temi) met in totaal 48 dorpen (სოფელი, sopeli) en twee steden (ქალაქი, kalaki), namelijk het bestuurlijk centrum Tsalendzjicha en Dzjvari.

## Bestuur
De gemeenteraad van Tsalendzjicha (Georgisch: საკრებულო, sakreboelo) wordt elke vier jaar gekozen in een gemengd kiesstelsel. Een deel wordt via enkelvoudige kiesdistricten gekozen en een deel via evenredige vertegenwoordiging van gesloten partijlijsten, waarvoor een kiesdrempel geldt van drie procent. Tsalendzjicha was in 2021 een van de zeven gemeenten waar de heersende Georgische Droom geen meerderheid wist te behalen en het bestuur verloor.
| Samenstelling Sakreboelo (zetels per partij) | Samenstelling Sakreboelo (zetels per partij) | Samenstelling Sakreboelo (zetels per partij) | Samenstelling Sakreboelo (zetels per partij) | Samenstelling Sakreboelo (zetels per partij) |
| Partij                                       | Partij                                       | 2014                                         | 2017                                         | 2021                                         |
| -------------------------------------------- | -------------------------------------------- | -------------------------------------------- | -------------------------------------------- | -------------------------------------------- |
|                                              | Georgische Droom (GD)                        | 23                                           | 24                                           | 11                                           |
|                                              | Verenigde Nationale Beweging (UNM)           | 4                                            | 3                                            | 11                                           |
|                                              | Overige partijen                             | 2                                            | 3                                            | 5                                            |
| Totaal                                       | Totaal                                       | 29                                           | 30                                           | 27                                           |

## Bezienswaardigheden

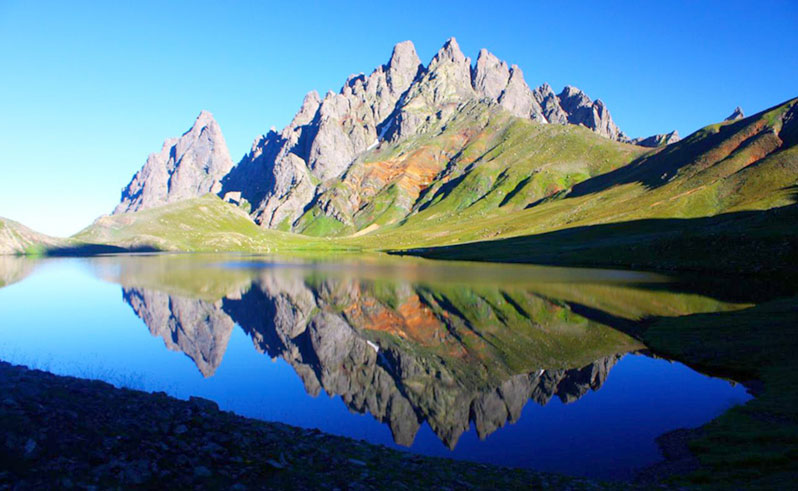
Egrisigebergte: Tobavartsjchilimeer en Tsjitagvala.

Tsalendzjicha ligt in een historisch rijk gebied, wat zich uit in de aanwezigheid van belangrijke cultuurhistorische monumenten. De gedeeltelijke ligging in het Egrisigebergte betekent ook dat er veel natuurschoon is te vinden. Het Tobavartsjchilimeer naast de berg Tsjitagvala is de bekendste natuurattractie in de gemeente. In het gebied zijn rivierkloven en watervallen te vinden.

## Vervoer
Door de ligging in het Colchis laagland is Tsalendzjicha goed aangesloten op het nationale en regionale wegennetwerk. De ontsluitingsweg voor Svanetië naar Mestia, de nationale route Sh7, loopt door Tsalendzjicha en verbindt de gemeente ook met Zoegdidi en de hoofdwegenstructuur van Georgië. Het dichtstbijzijnde spoorwegstation is in Zoegdidi en er zijn geen burgervliegvelden in de nabijheid.